# レンドール・ムンロー
レンドール・ムンロー（Rendall Munroe、1980年6月1日 - ）は、イギリスの元プロボクサー。レスター出身。元BBBofC英国フェザー級王者。元BBBofCイングランドスーパーバンタム級王者。元EBU欧州スーパーバンタム級王者。元WBAインターナショナルスーパーバンタム級王者。

## 来歴
2010年10月24日、両国国技館で、WBC世界スーパーバンタム級王者西岡利晃と対戦し、7回に右頬から出血するなどしつつ12回の最終回までストップに持ち込ませなかったが、ジャッジは3者ともに119-109であり王者西岡の圧勝に終わった。
2012年11月24日、マンチェスター・アリーナで前回負傷引き分けで勝負が着かなかったスコット・クィッグとダイレクトリマッチ、6回2分37秒のTKO負けで王座獲得はならなかった。
2014年4月19日、ジョシュ・ワーリントンの持つコモンウェルスイギリス連邦フェザー級王座に挑戦するがムンローの7回終了時棄権により王座獲得に失敗、試合後に2度目となる引退宣言をした。

## 獲得タイトル
- BBBofC英国フェザー級王座
- BBBofCイングランドスーパーバンタム級王座
- EBU欧州スーパーバンタム級王座
- WBAインターナショナルスーパーバンタム級王座